# Victor Vlad Delamarina, Timiș

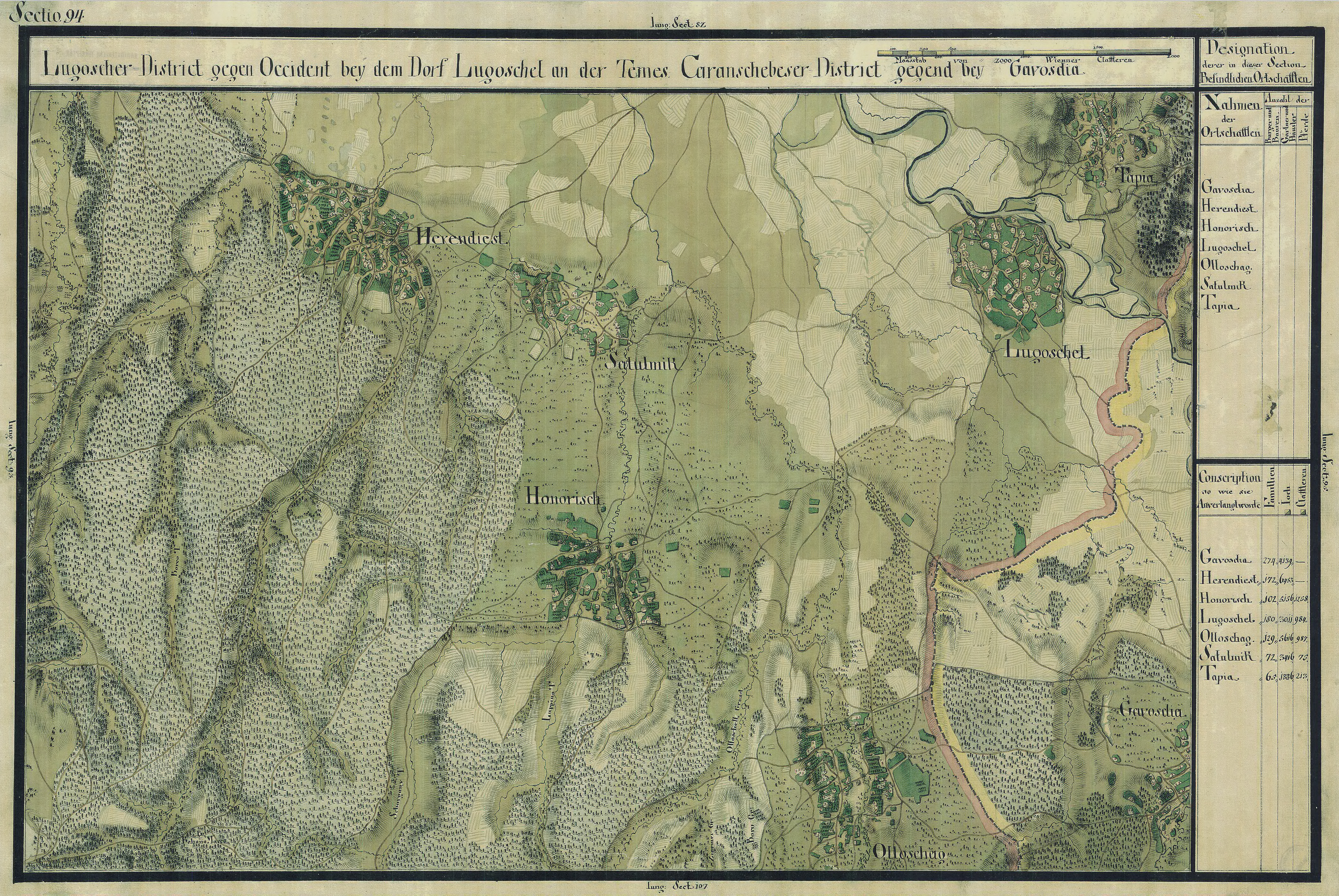
Victor Vlad Delamarina în harta iozefină din 1769

Victor Vlad Delamarina este satul de reședință al comunei cu același nume din județul Timiș, Banat, România. Satul este atestat documentar în anul 1717, având 30 de case. Biserica a fost ridicată în jurul anului 1790.
Satul poartă numele poetului Victor Vlad Delamarina, născut aici în secolul al XIX-lea.